# Rudnopole

Rudnopole es un asentamiento en el distrito administrativo de Gmina Pelplin, en el Condado de Tczew, Voivodato de Pomerania, en el norte de Polonia. Se encuentra en aproximadamente 4 kilómetros (2 millas) al este de Peplin, 20 kilómetros (12 millas) al sur de Tczew, y 50 kilómetros (31 millas) al sur de la capital regional Gdansk.